# Amaleus
Amaleus (altgriechisch Ἀμαλεύς Amaleús) ist eine Person der griechischen Mythologie.
Er ist das älteste von sechs Kindern des Amphion und der Hippomedusa. Als enger Freund seines Cousins Itylos wurde er zum Gegenstand des Neides von dessen Mutter Aëdon, der Gattin von Amphions Zwillingsbruder Zethos. Neidisch auf den Kinderreichtum des Schwagers beschloss sie, Amaleus in der Nacht zu töten. Dabei verwechselt sie ihn mit ihrem eigenen Sohn und tötet diesen anstelle von Amaleus.